# Premiata Forneria Marconi
Premiata Forneria Marconi je italská rocková skupina, která patřila k představitelům art rocku sedmdesátých let.
Skupina vznikla v roce 1970 v Miláně (jejími předchůdci byli I Quelli, odkud přišel zpěvák a kytarista Franco Mussida). Název znamená „Marconiho vyznamenaná pekárna“ a byl inspirován vývěsním štítem ve městě Chiari, obvykle se zkracoval na PFM. V roce 1972 vyšlo debutové album Storia di un minuto. PFM byli první italskou rockovou skupinou, která se prosadila v zahraničí – koncertovali v USA a na readingském festivalu, nahrávali pro Asylum Records, bodovali v hitparádě Billboard 200.
Projev kapely spojoval progresivní rock s prvky vážné a lidové hudby nebo jazzu, vedle syntezátoru používali PFM i housle a flétnu. Skupina se inspirovala ranými King Crimson, vedle italských textů zpívala i anglické, které pro ni psal Peter Sinfield. Spolupracoval s ní také Fabrizio De André. Největší hit měl název „Impressioni di settembre“.
V roce 1987 skupina přerušila aktivitu, vrátila se v roce 1997 konceptuálním albem na motivy antických mýtů Ulisse, pro něž napsal texty Vincenzo Incenzo.